# West Parley
West Parley est une paroisse civile et un village du Dorset, en Angleterre.